# Club Deportivo Manchego Ciudad Real
El Club Deportivo Manchego Ciudad Real es el equipo de fútbol de Ciudad Real (España)  el relevo del fútbol de la ciudad, tras las desapariciones tanto del histórico Club Deportivo Manchego (1929-2000) como del Manchego Ciudad Real Club de Fútbol (2000-2009) de los cuales hereda sus aficionados, sus colores, su escudo, su himno y su cantera.
Se funda el 24 de agosto de 2009, con el nombre de Club Deportivo Ciudad Real, Ese nombre se mantuvo hasta el 8 de julio de 2016, fecha en la que adoptó su actual denominación recuperando así el nombre y escudo de Manchego, un año después de que los socios lo aprobaran en asamblea por unanimidad.
En sus inicios hizo historia al conseguir ascender durante tres temporadas seguidas (2009-2010, 2010-2011 y 2011-2012), desde la división más baja existente en Castilla-La Mancha, la Segunda Autonómica, hasta la Tercera División de España, siendo además campeón en las tres categorías: Segunda Autonómica, Primera Autonómica y Primera Autonómica Preferente. 
Pascual Pérez, fue Presidente del club desde su fundación hasta 26 de julio de 2021, con un mandato de doce años. Actualmente es José Juan Bedoya Santana quien ostenta el cargo de Presidente del club.
En la temporada 2022-2023, se proclama campeón del grupo XVIII de Tercera RFEF. Por lo que consigue el ascenso directo a Segunda RFEF. Es la cuarta categoría en la que el primer equipo del club ha sido campeón.

## Historia del Club
Primer partido
El primer partido de la entidad fue en un amistoso que se disputó en Ciudad Real, en el Estadio Juan Carlos I, en la mañana del día 13 de septiembre de 2009, contra el Membrilla C.F. de Primera Autonómica. El encuentro acabó con victoria por un tanto a cero, gol conseguido por Sergio. Ese mismo día por la tarde, debutó el equipo juvenil, que empató a un tanto con el C. F. Corraleño, partido disputado también en Ciudad Real.
Primer partido oficial
El debut en competición oficial tuvo lugar el día 11 de octubre de 2009, partido correspondiente a la primera jornada del grupo III de Segunda División Autonómica. El partido se disputó en Ciudad Real contra el Calzada C. F. El partido terminó con victoria del club de la capital por tres goles a cero. La primera alineación fue: Víctor, Luis (Adrián 57′), Valerio (Marco 78′), Morales, Javi, Rafa, Juli (Abdou 74′), Marchán, Párraga (Morcillo 46′), Paco (Abel 58′) y Sergio. El primer gol lo anotó Paco en el minuto 8. Repitió Paco en el 12 al transformar un penalti y cerró el marcador Morcillo en el minuto 82. 

### Cambio de nombre
El 14 de julio de 2015 los Socios en Asamblea General aprueban el cambio de nombre de la entidad y del escudo. Pero ese cambio no fue autorizado por la Federación al solicitarse fuera de plazo por lo que no pudo llevarse a cabo esa temporada.
El 8 de julio de 2016 tanto la Federación de Fútbol de Castilla-La Mancha como la Real Federación Española de Fútbol autorizan el cambio de nombre de la entidad pasándose a denominar desde ese momento Club Deportivo Manchego Ciudad Real, recuperando de esta manera el nombre histórico y de referencia futbolística tanto en Castilla-La Mancha como en España. Junto al nombre también se produjo el cambio de escudo.

## Temporadas en Tercera División y Segunda División RFEF

### Temporada 2012-13
Todo comenzó muy bien para el, todavía, Club Deportivo Ciudad Real: consiguió una elevada cifra de socios, mucha ilusión en la ciudad. En cuanto a lo deportivo, realizó un gran comienzo de la liga, donde se movió por mitad de tabla, pero tras más de 6 partidos seguidos perdiendo y pésimos resultados, tuvo que jugarse la permanencia en el último partido disputado en la Ciudad Deportiva Sur ante el Club Polideportivo Villarrobledo (2-2). Al finalizar el encuentro y producirse el pinchazo del C. D. Marchamalo, se consiguió la costosa permanencia en la decimoséptima posición con 35 puntos.

### Temporada 2013-14
Liga bastante tranquila para el Club Deportivo Ciudad Real, a pesar de comenzar la temporada siendo el conjunto a nivel nacional que aún no había anotado un gol en seis jornadas. A partir de ahí fue para arriba y consiguió situarse en la zona media de la tabla. Finalizó la liga en la duodécima posición con 43 puntos. 

### Temporada 2014-15
Curso un tanto complicado, ya que aunque el equipo no ocupó en ninguna jornada puestos de descenso ni parecía que los fuera a ocupar, alguno de los equipos de Castilla-La Mancha que militaban en la categoría inmediatamente superior, la Segunda División B, podría descender y provocar arrastres. A pesar de todo se consiguió una digna decimoquinta posición con 46 puntos.

### Temporada 2015-16
Los socios aprueban en Asamblea General, el cambio de nombre y de escudo, pero este cambio no se pudo llevar a cabo esta temporada al realizarse la petición fuera de plazo. Es por ello que el equipo siguió compitiendo esta temporada como C.D. Ciudad Real. A nivel deportivo, el objetivo inicial era jugar la fase de ascenso a Segunda División B, por lo que dentro del presupuesto se fichó a un número elevado de futbolistas que, en el transcurso de la liga, fueron abandonando la entidad por diversos motivos. Esto provocó que el equipo acabase la temporada con apenas 14 futbolistas. Fue un mal año en todos los aspectos: deportivo, económico e institucional. A pesar de todo, el Club Deportivo Ciudad Real cosechó la décima posición con su propio récord de puntos, 51. También cabe destacar el triunfo en la Copa Diputación de la Provincia de Ciudad Real, contra el Manzanares Club de Fútbol (1-1). Victoria en los penaltis.

### Temporada 2016-17
La temporada empieza con la novedad del cambio de nombre y escudo de la entidad que pasa a llamarse  Club Deportivo Manchego Ciudad Real, después de aceptar la RFEF y FFCM esta petición, aprobada por los socios la temporada anterior. Se comienza con ilusión, de nuevo con el objetivo de la fase de ascenso y con el fichaje estrella de Diego Rivas que de esta manera juega en el club de su ciudad natal. Pero una mala racha de resultados en la primera vuelta hace que, pese a los refuerzos de calidad que llegaron al equipo en el mercado invernal, se termine en séptima posición.

### Temporada 2017-18
Con un presupuesto ajustado, el equipo hace un pésimo inicio de campaña, siendo colista con 3 puntos en la jornada 6, lo que provoca la dimisión del entrenador Armindo Ceccon. Tras una nueva derrota, en la jornada 8 llega al banquillo mancheguista Sergio Inclán, quien logra enderezar el rumbo, especialmente tras la llegada de los fichajes del mercado invernal. Después de una muy buena segunda vuelta, el equipo acaba la competición con tranquilidad en la zona media de la tabla, obteniendo finalmente el noveno puesto. La temporada supone la retirada de Diego Rivas, homenajeado por el club en su último partido como jugador el 6 de mayo de 2018, acabando así, una histórica carrera como futbolista.

### Temporada 2018-19
Se renueva al entrenador y a la mayoría de la plantilla que, junto con los nuevos fichajes, entre ellos Rafa García, despiertan la ilusión de mejorar la clasificación de las pasadas campañas. En la jornada 2 se consigue el liderato del grupo XVIII de Tercera División, algo que no se lograba desde los tiempos del Club Deportivo Manchego, en concreto desde la temporada 1995-96. Sin embargo, la carencia goleadora del equipo hace que baje a la zona media de la clasificación. Tras una buena segunda vuelta, termina en la sexta plaza, la mejor en Tercera División del actual club. En esta campaña cuenta con jugadores de gran nivel Como Antonio, BiHo o Luis Poblete, así como jugadores históricos para el mancheguismo como Carlos Camacho, Jesús Sánchez Guerrero "Jesute" o Sergio Sánchez.

### Temporada 2019-20
Continúa Sergio Inclán como entrenador pero hay una importante renovación en la plantilla. El fichaje estrella es el de Mathias Pogba, que crea una atención mediática sin precedentes, aunque se marcha en enero. Con la crisis del COVID-19 se para la competición tras disputarse el 8 de marzo la jornada 28. Tras un periodo de espera, la Federación determina el 6 de mayo dar por finalizada la temporada sin disputar los 10 jornadas que faltan.

### Temporada 2020-21
En plena pandemia, en medio de la reestructuración de categorías del fútbol español y con un nuevo entrenador, Míchel Carrilero, se conforma un buen plantel de jugadores. Tras una ilusionante primera mitad de la temporada, el equipo sufre una profunda crisis de resultados que impiden el objetivo del ascenso a la nueva categoría de Segunda RFEF. La campaña resulta finalmente decepcionante en lo deportivo.

### Temporada 2021-22
La temporada comienza con el acuerdo alcanzado por la Junta Directiva con la mercantil RES NB 201417, S.L., encabezada por José Juan Bedoya Santana para llevar a cabo un nuevo proyecto institucional y deportivo. Este acuerdo fue ratificado por los socios en la Asamblea General. Convocado proceso electoral, Pascual Pérez, presidente desde la fundación del club, decide no presentarse a la reelección, siendo el único candidato José Juan Bedoya Santana, proclamado nuevo presidente el 26 de julio de 2021. Junto al nuevo presidente, se anuncia al nuevo entrenador, Luis David Bohega Tardón, entrenador con dilatada experiencia en los banquillos. En la jornada 11, tras encadenar varios resultados negativos y en peligro de descenso, es cesado. Su puesto lo ocupa un viejo conocido de la afición mancheguista, Armindo Ceccon. En el mes de enero se produce un importante número de bajas y altas en la plantilla. Con ello, se conforma un gran plantel de jugadores que consigue hacer una muy buena segunda vuelta, alejando el peligro del descenso pero sin poder alcanzar el sueño de la fase de ascenso.

### Temporada 2022-23
Sigue como presidente José Juan Bedoya, pero cambia el proyecto deportivo, muy distinto del anterior, con Matías di Gregorio como director deportivo. Llega Javi Sánchez como entrenador y con él una plantilla prácticamente nueva en la que sólo continúan cuatro jugadores de la temporada anterior. La temporada es muy buena, estando casi toda la temporada en el primer puesto, a pesar de lo cual el entrenador es relevado de su cargo tras la jornada 23. En su lugar llega el entrenador argentino Cristian Paulucci para el resto de temporada. Tras la jornada 27, a falta de 3 jornadas para el final, el equipo se proclama matemáticamente campeón del grupo XVIII de Tercera RFEF, logrando con ello el ascenso a Segunda RFEF.

### Temporada 2023-24
Para la nueva categoría, Segunda RFEF, llega como entrenador el navarro Jon Erice. Se forma un plantel amplio de jugadores, tanto renovados de la temporada anterior como experimentados en la categoría y varios jóvenes con ambición. Encuadrado en un grupo difícil junto a equipos andaluces y murcianos, el objetivo es llegar lo más alto posible. Los primeros partidos tienen que jugarse en el Estadio Municipal de Miguelturra por las obras de cambio del césped en el Polideportivo Juan Carlos I. Esta temporada, además, supone el regreso mancheguista a la Copa del Rey después de 26 años de ausencia. Tras la primera vuelta de la competición asume como entrenador el argentino Patricio Graff.

### Temporada 2024-25
Arrancó en manos de Álex Miranda, designado como entrenador principal hasta el 8 de octubre de 2024. Durante su etapa, el equipo sumó resultados irregulares que desembocaron en su cese. En octubre, se incorporó Daniel Giménez Hernández, quien asumió el banquillo del Manchego desde el 9 de octubre hasta el 26 de enero de 2025. Bajo su mando, el club vivió una mejora significativa en la tabla, logrando alejarse de los puestos de descenso. El 27 de enero de 2025, el club anunció la contratación del argentino Emilio Cornago San Pedro, exentrenador en Malta y con el objetivo de consolidar la permanencia en Tercera RFEF, bajo su liderazgo, el Manchego mejoró su rendimiento en la segunda parte de la temporada y se fijó como meta mantener la categoría, con una plantilla combinada entre juventud y experiencia. 

## Trayectoria
| Temporada | Nivel | División                                                                            | Puesto  |
| --------- | ----- | ----------------------------------------------------------------------------------- | ------- |
| 2009-10   | 7     | 2.ª Autonómica (Grupo III)                                                          | 1.º     |
| 2010-11   | 6     | 1.ª Autonómica (Grupo II)                                                           | 1.º     |
| 2011-12   | 5     | 1.ª Autonómica Preferente (Grupo I)                                                 | 1.º     |
| 2012-13   | 4     | 3.ª (Grupo XVIII)                                                                   | 17.º    |
| 2013-14   | 4     | 3.ª (Grupo XVIII)                                                                   | 12.º    |
| 2014-15   | 4     | 3.ª (Grupo XVIII)                                                                   | 15.º    |
| 2015-16   | 4     | 3.ª (Grupo XVIII)                                                                   | 10.º    |
| 2016-17   | 4     | 3.ª (Grupo XVIII)                                                                   | 7.º     |
| 2017-18   | 4     | 3.ª (Grupo XVIII)                                                                   | 9.º     |
| 2018-19   | 4     | 3.ª (Grupo XVIII)                                                                   | 6.º     |
| 2019-20   | 4     | 3.ª (Grupo XVIII)                                                                   | 13.º    |
| 2020-21   | 4     | 3.ª Primera Fase (Grupo XVIII; Subgrupo A) 3.ª Segunda Fase (Grupo XVIII; Play Off) | 4.º 3.º |
| 2021-22   | 5     | 3.ª RFEF (Grupo XVIII)                                                              | 9.º     |
| 2022-23   | 5     | 3.ª Fed (Grupo XVIII)                                                               | 1.º     |
| 2023-24   | 4     | 2.ª Fed (Grupo 4)                                                                   | 13.º    |

LEYENDA
```
: Ascenso de categoría

: Descenso de categoría
```

## Estadios

### Estadio Rey Juan Carlos I
El C.D. Manchego Ciudad Real juega sus partidos como local en el Estadio Rey Juan Carlos I, instalación de propiedad municipal. Se encuentra dentro del recinto del Polideportivo Municipal Rey Juan Carlos I.
- Nombre: Estadio Municipal Rey Juan Carlos I
- Terreno de juego: Césped natural.
- Dimensiones: 101 x 68
- Año de inauguración: 1971.
- Cambios de nombre:
  - Estadio Municipal Príncipe Juan Carlos (1971- 2006).
  - Estadio Municipal Rey Juan Carlos I (2006).
- Capacidad: 2100 espectadores.
- Dirección: Calle de Juan Ramón Jiménez, 4, 13004 Ciudad Real

Fue inaugurado en el año 1971, con el nombre de Polideportivo Príncipe Juan Carlos. El primer partido de fútbol oficial tuvo lugar el 5 de septiembre y enfrentó en Liga al Manchego y al Quintanar de la Orden, terminando con victoria del Manchego por 2-0, ambos goles obra de Salvi.
En 1974 tuvo lugar la inauguración de la iluminación del terreno de juego. Tal acontecimiento se celebró con dos grandes partidos de fútbol. El 16 de agosto: Manchego, 2 - Wisla de Cracovia, 5. Dos días después: Peñarol, 1 - R. C. D.  Español, 0.
En abril de 2005 se derribó la tribuna principal para construir en su lugar un moderno graderío, más amplio y funcional, obra que fue finalizada a finales de agosto de 2006. En octubre del mismo año, en que fue reinaugurado oficialmente, cambió su nombre por el de Estadio Juan Carlos I. La nueva tribuna tiene una capacidad aproximada de 2.100 espectadores. En abril de 2015 se derribó la tribuna preferente con capacidad para unas quinientas personas sin que se haya construido otra en su lugar.
Este estadio es popularmente conocido como "El Poli"
En el año 2023 se realizaron trabajos en el mantenimiento y reemplazo del césped a cargo de la empresa Royal Verd.

### Ciudad Deportiva Sur
Es otro estadio de la capital ciudadrealeña situado en la calle Alvar Gómez, dónde el C.D. Manchego Ciudad Real ha disputado también otros encuentros, tanto de su primer equipo como de las categorías inferiores. Muchas veces empleado como segunda opción por problemas del césped del ¨Poli¨ o por decisiones técnicas o institucionales. Es un campo de césped artificial con capacidad para un millar de personas.
En este estadio se consiguió la agónica salvación del equipo en la jornada 38.ª de la temporada 2012/13 ante el Club Polideportivo Villarrobledo.

## Palmarés

### Campeonatos nacionales
- Tercera Federación (1): 2022-23 (Gr. XVIII).[9]

### Campeonatos regionales
- Autonómica Preferente Castellano-Manchega (1): 2011-12 (Grupo 1).[10]
- Primera Autonómica Castellano-Manchega (1): 2010-11 (Grupo 2).[11]
- Segunda Autonómica Castellano-Manchega (1): 2009-10 (Grupo 3).[12]
- Trofeo Diputación Provincial de Ciudad Real (Tercera División) (1): 2016.[13]
- Trofeo Diputación Provincial de Ciudad Real (Divisiones Autonómicas) (1): 2010.[14]
- Subcampeón de la Copa RFEF (Fase Regional Castellano-Manchega) (1): 2012-13 (Como C. D. Ciudad Real).[15]

### Trofeos amistosos
- Trofeo Puerta de Toledo (7): 2013, 2015, 2016, 2018, 2019, 2021 y 2022.
- Trofeo Ciudad de Puertollano (1): 2017.
- Trofeo Alcalde de Porcuna (1): 2022.[16]

### Campeonatos regionales
- Subcampeón de la Segunda Regional Castellano-Manchega (1): 2013-14 (Grupo 2).[17]
- Trofeo Diputación Provincial de Ciudad Real (Segunda Autonómica) (1): 2014.[18]